# Veslanje na OI 1964.
Veslanje na Olimpijskim igrama u Tokiju 1964. godine uključivalo je natjecanja u 7 disciplina, i to samo u muškoj konkurenciji. 

## Osvajači medalja

### Muški
| Disciplina             | Zlato | Srebro | Bronca |
| Samac                  | SSSR Vjačeslav Ivanov | Ujedinjeni tim Njemačke Achim Hill | Švicarska Gottfried Kottmann |
| Dvojac na pariće       | SSSR Boris Dubrovski Oleg Tjurin | SAD Seymour Legrand Cromwell James Storm | Čehoslovačka Vladimir Andrs Pavel Hofman |
| Dvojac bez kormilara   | Kanada George Hungerford Roger Jackson                                                                                                  | Nizozemska Steven Blaisse Ernst Veenemans | Ujedinjeni tim Njemačke Michael Schwan Wolfgang Hottenrott                                                                                   |
| Dvojac s kormilarom    | SAD Edward Ferry Conn Findlay Kent Mitchell (korm)                                                                                      | Francuska Jacques Morel Georges Morel Jean Claude Darouy (korm) | Nizozemska Jan Just Bos Herman Rouwe Frederik Hartsuiker (korm)                                                                              |
| Četverac bez kormilara | Danska John Orsted Hansen Bjorn Haslov Erik Petersen Kurt Helmudt                                                                       | Velika Britanija John Russel H.A. Wardell-Yerburgh William Barry John James | SAD Geofrey Picard Richard Lyon Theodore Mittet Ted Nash                                                                                     |
| Četverac s kormilarom  | Ujedinjeni tim Njemačke Peter Neusel Bernhard Britting Joachim Werner Egbert Hirschfelder Jurgen Delke (korm)                           | Italija Renato Bosatta Emilio Trivini Giuseppe Galante Franco De Pedrina Giovanni Spinola (korm)                                                                                | Nizozemska Alex Spinola Jan Van De Graaff F.R. Van De Graaff Robert Van De Graaff Marius Klumperbeek (korm)                                  |
| Osmerac                | SAD Joseph Amlong Thomas Amlong Harold Budd Emory Clark Stanley Cwiklinski Hugh Foley William Knecht William Stowe Robert Zimony (korm) | Ujedinjeni tim Njemačke Klau Aefke Klau Bittner Karl-Heinz Von Groddeck Hans-Jurgen Wallbrecht Klaus Behrens Jurgen Schroeder Jurgen Plagemann Horst Mayer Thomas Ahrens (korm) | Čehoslovačka Petr Cermak Jiri Lundak Jan Mrvik Julius Tocek Josef Ventus Ludek Pojezny Bohumil Janousek Richard Novy Miroslav Konicek (korm) |